# Tebentafusp
Tebentafusp - lek przeciwnowotworowy (sprzedawany pod nazwą handlową Kimmtrak), stosowany w monoterapii w leczeniu dorosłych pacjentów, u których występuje ludzki antygen leukocytarny (HLA)-A*02:01, z nieresekcyjnym lub przerzutowym czerniakiem błony naczyniowej oka. Tebentafusp jest bispecyficznym białkiem fuzyjnym, złożonym z receptora komórek T (TCR) połączonego z fragmentem przeciwciała łączącego się z CD3 (przeciwciało jest domeną efektorową). 
Tebentafusp jest białkiem fuzyjnym, wytwarzanym technologią rekombinacji DNA w komórkach Escherichia coli.

## Mechanizm działania
Koniec TCR wiąże się z dużym powinowactwem z peptydem gp100 prezentowanym przez ludzki antygen leukocytarny – A*02:01 (HLA-A*02:01) na powierzchni komórek nowotworowych czerniaka błony naczyniowej oka, a domena efektorowa wiąże się z receptorem CD3 na poliklonalnej komórce T. 
Synapsa immunologiczna powstaje, gdy domena docelowa TCR tebentafuspu łączy się z komórkami czerniaka błony naczyniowej oka, a domena efektorowa CD3 łączy się z poliklonalnymi komórkami T. Ta synapsa immunologiczna skutkuje przekierowaniem i aktywacją poliklonalnych komórek T, niezależnie od ich pierwotnej swoistości w stosunku do TCR. Poliklonalne komórki T aktywowane przez tebentafusp uwalniają cytokiny prozapalne i cytolityczne białka, co skutkuje bezpośrednią lizą komórek nowotworowych czerniaka błony naczyniowej oka.

## Działania niepożądane
Najczęstszymi działaniami niepożądanymi były: zespół uwalniania cytokin (wystąpił u 88% leczonych produktem leczniczym KIMMTRAK), wysypka (85%), gorączka (79%), świąd (72%), zmęczenie (66%), nudności (56%), dreszcze (55%), ból brzucha (49%), obrzęk (49%), hipo- /hiperpigmentacja (48%), niedociśnienie (43%), suchość skóry (35%), ból głowy (32%) i wymioty (34%).